# Мікава (Цаленджіхський муніципалітет)
Мікава (груз. მიქავა) — село в Грузії.
За даними перепису населення 2014 року в селі проживає 393 особи.